# 第二次世界大戰歐洲戰場的結束

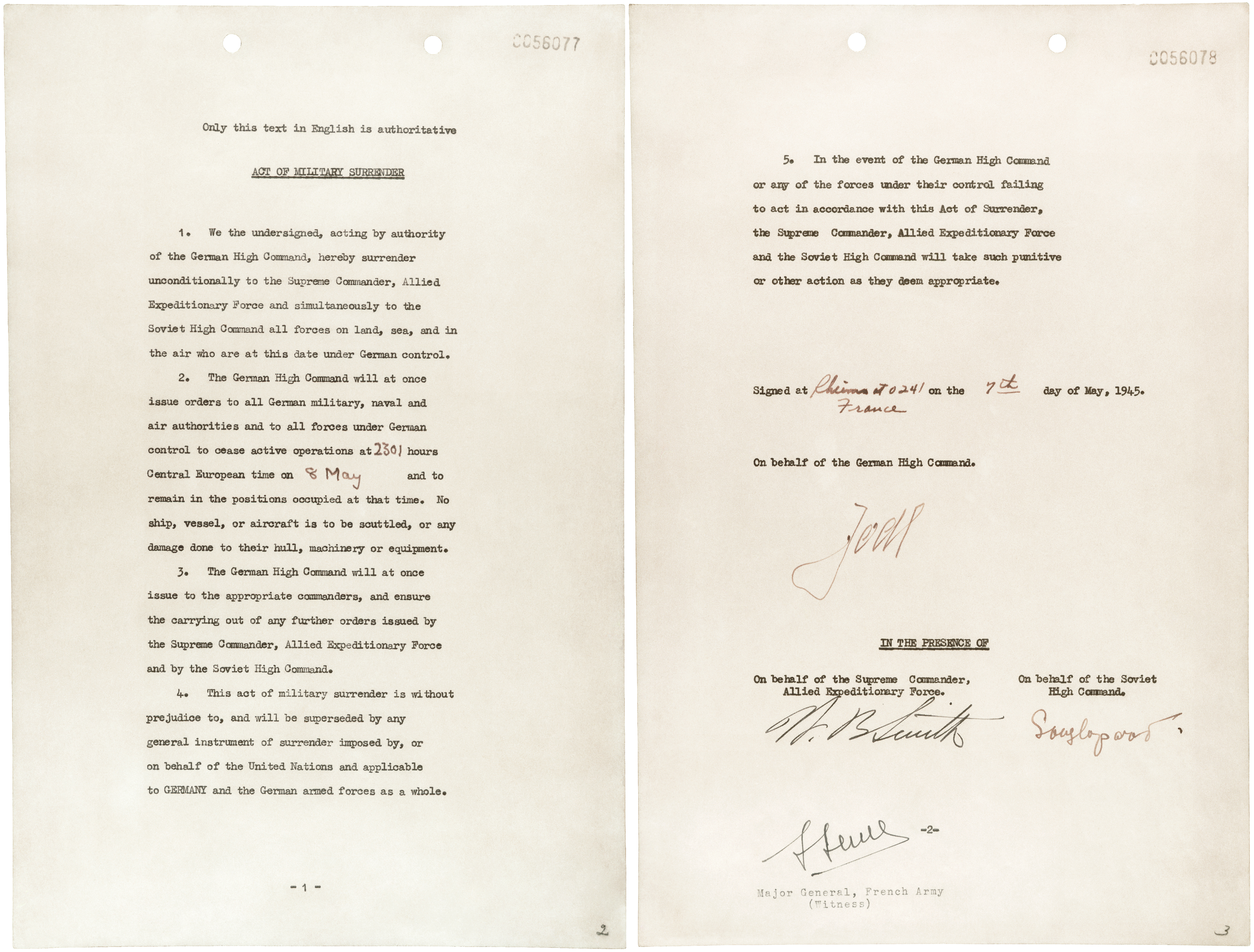
1945年5月7日於兰斯簽定的德國無條件投降書

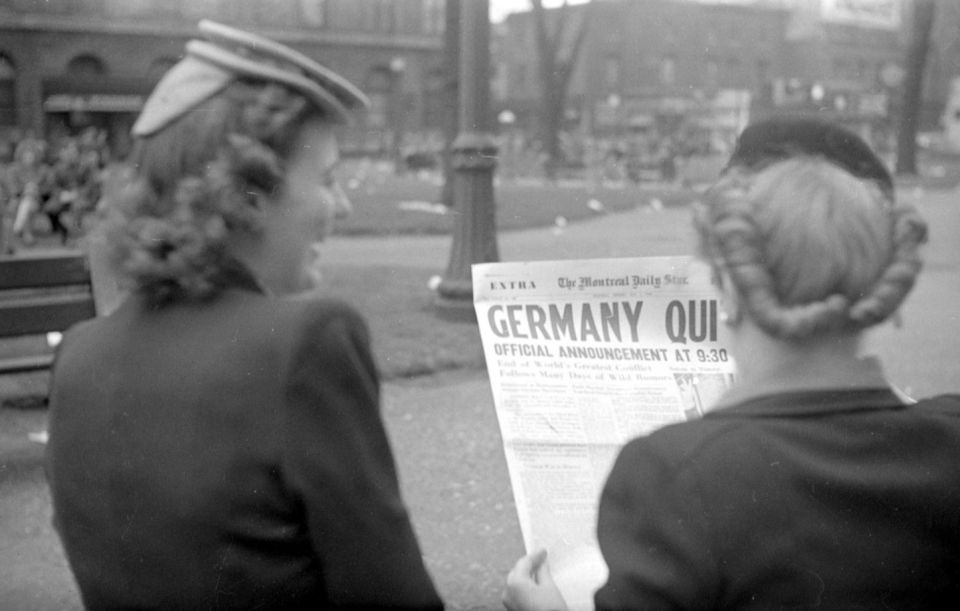
蒙特利尔每日星报的头版宣布德国投降。 1945年5月7日

第二次世界大戰歐洲戰場的最後戰鬥以及纳粹德国投降的事件發生在1945年的4月底至5月初。

## 投降時間線

### 1945年4月

#### 墨索里尼之死、義大利崩潰

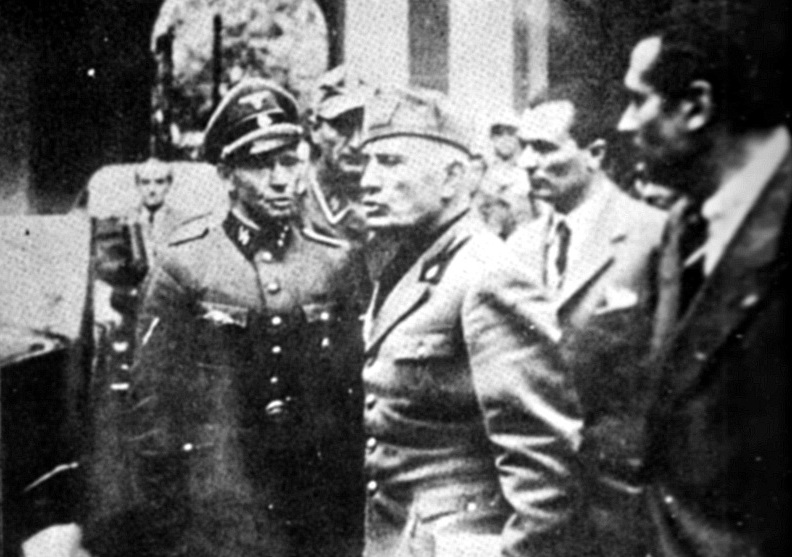
墨索里尼被共產黨游擊隊逮捕前的最後一張在世照片（1945年4月25日）

1945年4月27日當盟軍迫近米蘭時，義大利社會共和國領袖貝尼托·墨索里尼被義大利共產黨游擊隊第52加里波第旅截住，當時墨索里尼正試圖從義大利逃往瑞士的一個由德軍防守的高射炮團。4月28日墨索里尼被帶往科莫省梅澤格拉朱利諾村槍決，而其他法西斯黨成員被押往東戈處決，墨索里尼的屍體被帶回米蘭並倒掛在市內的一座廣場上。4月29日社會共和國的國防部長魯道夫·格拉齊亞尼率領所有包括利古里亞集團軍在內的義大利軍隊於卡塞塔投降。

#### 希特勒之死、德國崩潰

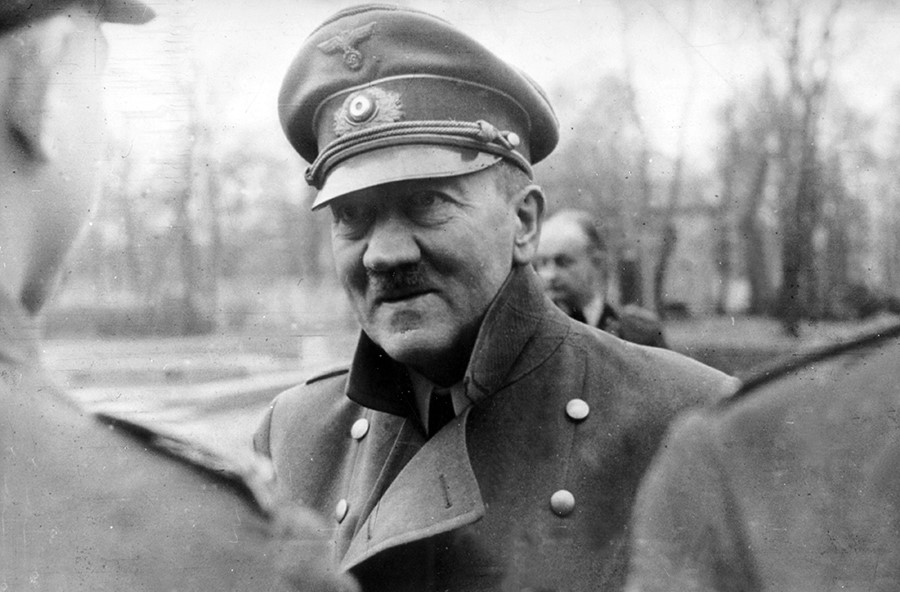
希特勒在帝國總理府元首地堡外面檢閲希特拉青年團（1945年4月20日）

4月30日當柏林戰役仍在納粹德國元首阿道夫·希特勒頭頂上進行時，鑒於大勢已去，並不願重蹈墨索里尼曝屍廣場的結局，他安排了於元首地堡與長年情婦愛娃·勃勞恩共結連理，並於數小時後自殺。在希特勒遺囑中，他任命了其繼承者卡爾·鄧尼茲擔任新的帝國總統、約瑟夫·戈培爾為帝國總理，戈培爾隨後於1945年5月1日自殺，剩下鄧尼茲為德國的唯一領袖。

### 1945年5月1日至10日

#### 德軍和殘餘意軍在義大利北部投降
5月1日武裝親衛隊將軍卡爾·沃爾夫及德國C集團軍總司令海因里希·馮·维廷霍夫上將在進行了代號為日出行動後 （一項與蘇聯嘗試建立獨立和平的行動，該項行動屬與同盟國進行的曠日廢時且未經授權的秘密談判），命令在義大利境內的德軍停止戰鬥，並聯同義大利社會共和國於5月2日簽訂卡塞塔投降協定，表示在義大利境內的德軍和意軍無條件向盟軍投降。

#### 德軍在柏林投降
柏林戰役於5月2日結束。於該日柏林城防司令黑爾姆特·魏德林上將向蘇聯紅軍司令瓦西里·崔可夫無條件投降，同日在柏林以北的德國維斯瓦河集團軍兩個軍團司令 （德國第21軍團的庫爾特·馮·蒂佩爾斯基希將軍及德國第3裝甲軍團司令哈索·馮·曼陀菲爾將軍）向西方盟軍投降。

#### 德軍在西北德、丹麥及挪威投降
1945年5月4日英國陸軍元帥伯納德·蒙哥馬利在漢堡、漢諾威和不萊梅之間的呂訥堡石楠草原接受在荷蘭、德國西北部包括弗里西亞群島、黑爾戈蘭島及所有其它島嶼、什列斯威-霍爾斯坦及丹麥包括該地區所有海軍艦艇的指揮官漢斯-格奧爾格·馮·弗雷德堡海軍上將及愛博哈德·金澤爾將軍的無條件投降。由於這些德軍部隊的行動指揮官是卡爾·鄧尼茲海軍元帥，因此此次簽署代表歐洲戰爭的結束，5月5日鄧尼茲命令所有U-潛艇停止攻擊行動及返回基地；下午2時30分赫爾曼·弗爾特希將軍率領部隊在波希米亞山區及上因河之間向美國第6集團軍司令雅各布·L·德弗斯投降；下午4時荷蘭境內的德軍最高司令約翰內斯·布拉斯科維茨陸軍上將在荷蘭小鎮瓦赫寧根向加拿大查理斯·霍基善將軍及博納德王子（荷蘭國內軍最高司令）投降 。

#### 中歐
1945年5月4日捷克抵抗組織實施布拉格起義，翌日蘇軍發動布拉格攻勢，在德勒斯登，黨區負責人馬丁·穆切曼在東部戰線實施大型攻勢後兩天放棄該城，並在嘗試逃走時被蘇軍捕獲 。

#### 日本廢除三國同盟條約
鑒於義大利早已2年前投降、德國已經崩潰，仍在作戰的軸心國日本於5月6日宣布廢除三國同盟條約。

#### 德軍在布雷斯勞投降
5月6日晚上6時布雷斯勞要塞中德軍指揮官赫爾曼·尼霍夫將軍在被包圍近三個月後，向蘇軍投降 。

#### 德軍在海峽群島投降
5月8日早上10時海峽群島守軍被德國當局通知戰爭結束，英國首相溫斯頓·邱吉爾在下午3時正在電台廣播中宣佈：「戰鬥在今天凌晨零時起正式停止，但為了保存生命而實施的『停火』已在昨日于整條戰線上實施，而各位海峽群島的居民今天起亦獲得自由」。

#### 約德爾和凱特爾宣布所有德國軍隊無條件投降

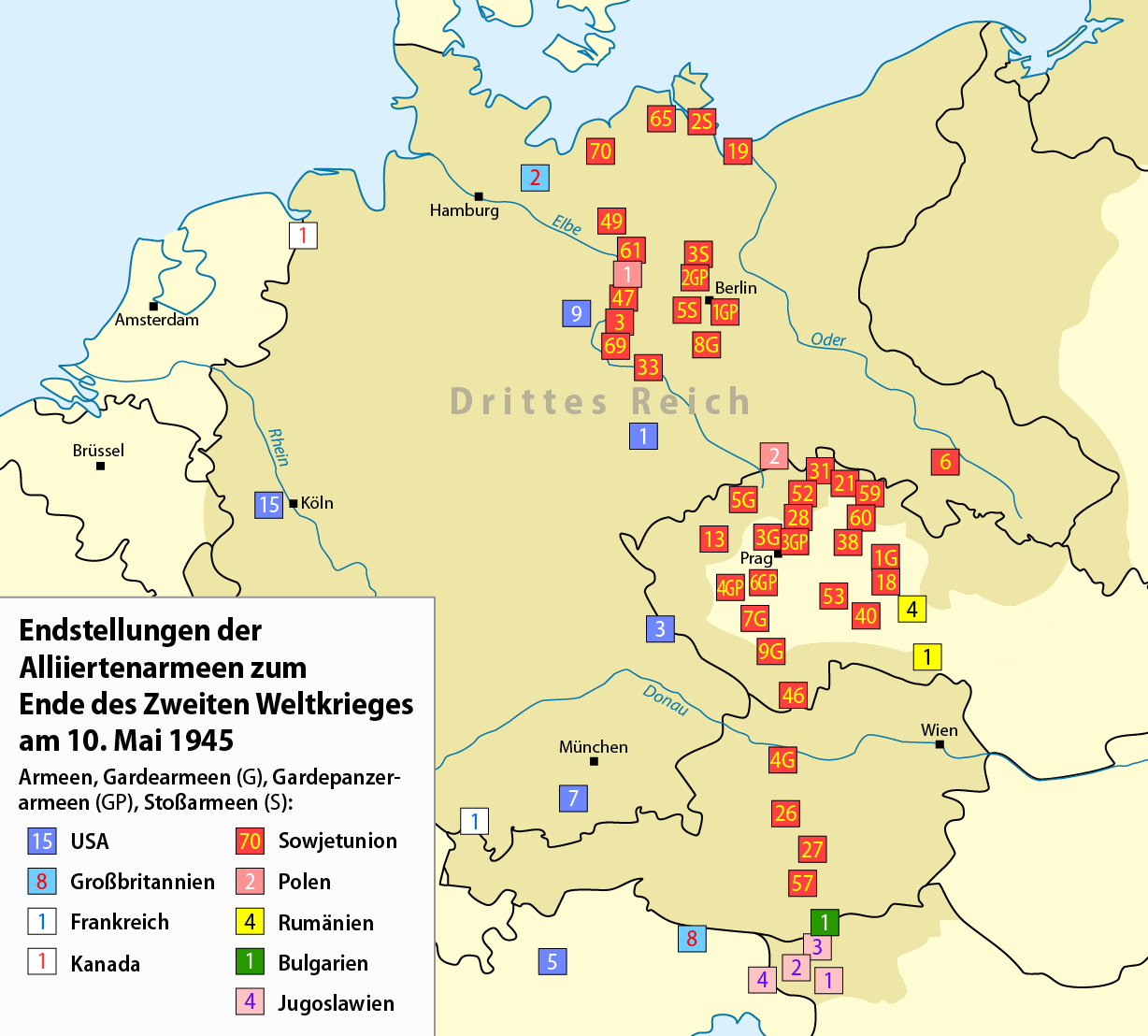
1945年5月10日盟军在德国境内的部署

當布雷斯勞要塞投降一個半小時之後，阿爾弗雷德·約德爾上將到達兰斯及根據鄧尼茲的命令各西方盟國提出投降要求，這樣的情況跟馮.弗雷德堡最初跟蒙哥馬利提出的一樣，與蒙哥馬利的相似，盟軍統帥德懷特·艾森豪威爾將軍拒絕任何談判除非德軍接受無條件投降，艾森豪威爾明確地對約德爾說他將命令西方盟軍壓迫德軍，令德軍雖向蘇軍投降，約德爾向在弗倫斯堡的鄧尼茲發出電報，表明艾森豪威爾的態度，半夜過後不久鄧尼茲接受這硬性條款，發電報給約德爾，授權他可代表德軍接受無條件投降。
1945年5月7日凌晨2時41分德意志國防軍最高統帥部作戰處長約德爾在法國兰斯盟軍遠征部隊最高司令部簽署了德國無條件投降書，同一天弗朗茨·伯梅將軍宣佈在挪威的所有德軍無條件投降，無條件投降書指明「所有德軍在歐洲中部時間1945年5月8日晚上11時01分起停止軍事行動」，翌日威廉·凱特爾及其他國防軍最高統帥部代表到達柏林，在凌晨前於蘇軍代表格奧爾吉·朱可夫元帥面前簽署相類似的文件，簽署儀式在柏林卡爾斯霍斯特的前德軍工兵專門學校，現在這裡已變成了一座位於卡爾斯霍斯特的德意志—俄羅斯博物館 （页面存档备份，存于）。

### 庆祝

#### 歐洲戰場的勝利
有關德國投降的消息於5月8日起開始在西方國家傳播，整個欧洲都在慶祝着勝利。在美國，美國人收聽到該新聞的时间为5月8日，美国政府随后宣佈5月8日為第二次世界大戰歐戰勝利紀念日；當德國签订的无条件投降书生效時，在德國東面的蘇聯是莫斯科時間5月9日，所以俄羅斯及其他在德國東面的歐洲國家均在5月9日慶祝勝利日。
一些地方的慶祝活動是自發進行的，沒有得到第三帝國最終投降的官方確認。駐歐美軍報紙《星條旗》在5月8日版刊登了這一消息，而下午（由於時差）紐約和芝加哥舉行了自發的慶祝活動。5月8日上午，倫敦舉行了一場民眾集會慶祝勝利，巴黎也舉行了類似的紀念活動。
與此同時，在德國東部的蘇聯，從美國廣播電台傳來消息後，蘇聯軍隊從5月8日下午開始自發舉行慶祝活動，但斯大林政府要求等待在卡爾斯霍斯特舉行的德國投降後接受官方慶祝活動。準確來說按照莫斯科時間，德國軍事投降生效的時間已經是5月9日，當天莫斯科和其他蘇聯城市都舉行了勝利慶祝活動。第二次世界大戰在俄羅斯被稱為偉大的衛國戰爭。
时任蘇聯駐美國大使安德烈·葛罗米柯在回憶錄中描述了舊金山庆祝胜利日的场景：

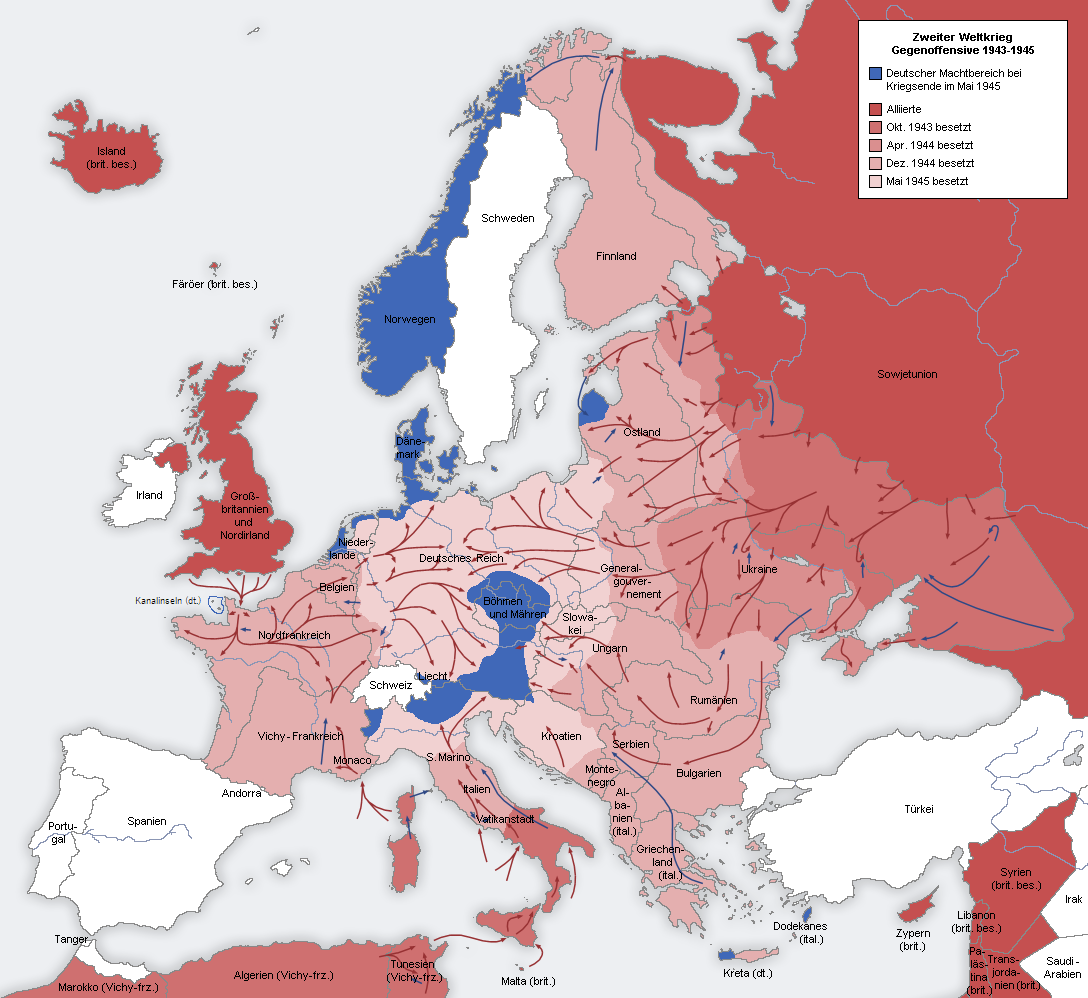
德國投降時所控制的領土（藍色區域）

|  | 這是一個晴朗的一天。我當時在舊金山研究《聯合國憲章》。外交部長莫洛托夫已經前往莫斯科，由我擔任代表團團長。他們打電話給我。那是1945年5月9日。——葛羅米柯先生？——是的，是誰？——利奧波德·斯托科夫斯基。我想祝賀你。你們的國家打敗了德國人。我們都焦急地等待著那一刻，儘管它來得猝不及防。利奧波德·斯托科夫斯基是第一個告訴我的。一切就這樣開始了。我記得勝利日那天，來自四面八方的祝賀如潮水般湧來。各種各樣的人呼喚著：尤金·奧曼迪、查理·卓別林、外交官、政府官員、各種公共組織，當然還有仍然有愛國情懷的俄羅斯移民。不久之後，莉迪亞·德米特里耶夫娜從華盛頓給我打電話說：聲音激動得沙啞：“人們不會停止來。門口排著長隊。每個人都很興奮。成千上萬的人祝賀我們，等待著你出來說話。我們告訴他們你在舊金山，但他們一直說俄羅斯人應該出來，他們想祝賀他們。 |

### 1945年5月10日至5月結束

#### 德軍各個單位停火
雖然大部份德軍指揮官尊重由德意志國防軍最高統帥部發出的投降命令，但不是全部指揮官皆照辦。其中一位是德意志最大支部隊德國中央集團軍指揮官費迪南德·舍納爾陸軍元帥。他在4月30日阿道夫·希特勒之最後遺囑中被任命為德軍最高統帥。5月8日舍納爾放棄指揮權並逃往奧地利，而當時蘇軍正派出壓倒性兵力實施布拉格攻勢以攻擊中央集團軍，迫使整個中央集團軍在5月11日投降（一些資料來源說是5月12日），而其它沒有在5月8日簽訂停戰協議時投降的德軍部隊如下：
- 德國第2軍團在迪特里希·馮·紹肯上將率領下於5月9日在維斯瓦河三角洲赫爾半島、馬莫諾夫及但澤橋頭堡投降，而在希臘群島、聖納澤爾、拉羅歇爾、羅連安特及拉帕里斯的守軍亦同時投降。
- 5月13日，紅軍停止所有在歐洲的攻勢。在捷克斯洛伐克被包圍的口袋戰區內的德軍，也在這一天被擊敗。
- 奧爾德尼島是海峽群島其中一個島嶼，在戰爭中被德軍佔領（英语：Occupation of the Channel Islands），當地守軍在5月16日投降，相比在其它海峽群島上的守軍投降晚了一個星期。
- 太克斯的格魯吉亞人起義 （1945年4月5日–5月20日）是第二次世界大戰中在歐洲大陸的最後一場戰事，參戰的分別是在太克斯的蘇聯格魯吉亞戰俘及在該荷蘭島嶼上的德國佔領軍。
- 另一場軍事衝突發生於1945年5月15日，也就是為人所知的波利亚纳戰役（英语：Battle of Poljana）。

#### 艾森豪要求鄧尼茨政府下台

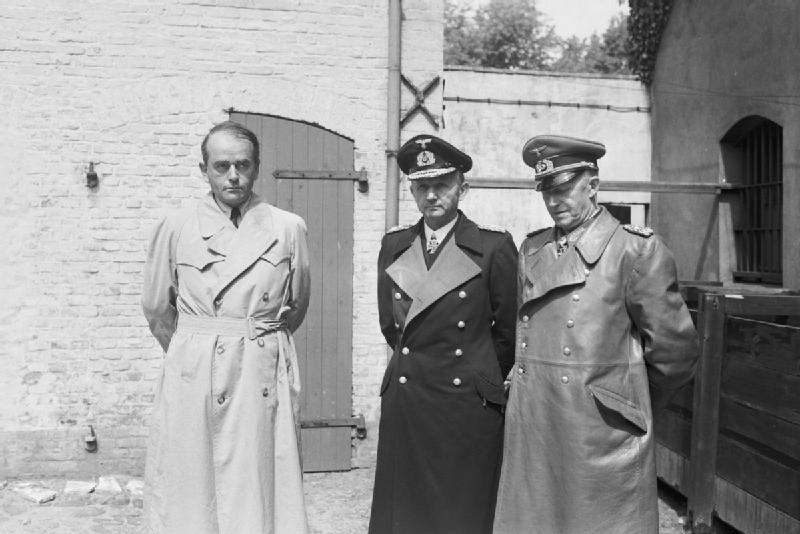
5月23日，弗倫斯堡政府重要領導人被英军逮捕：裝備與軍火部長施佩尔（左）、德国總統邓尼茨和德军最高統帥部部長约德尔（右）。臨時政府的垮台和蘇聯在布拉格的勝利意味著德國的絕對无条件投降

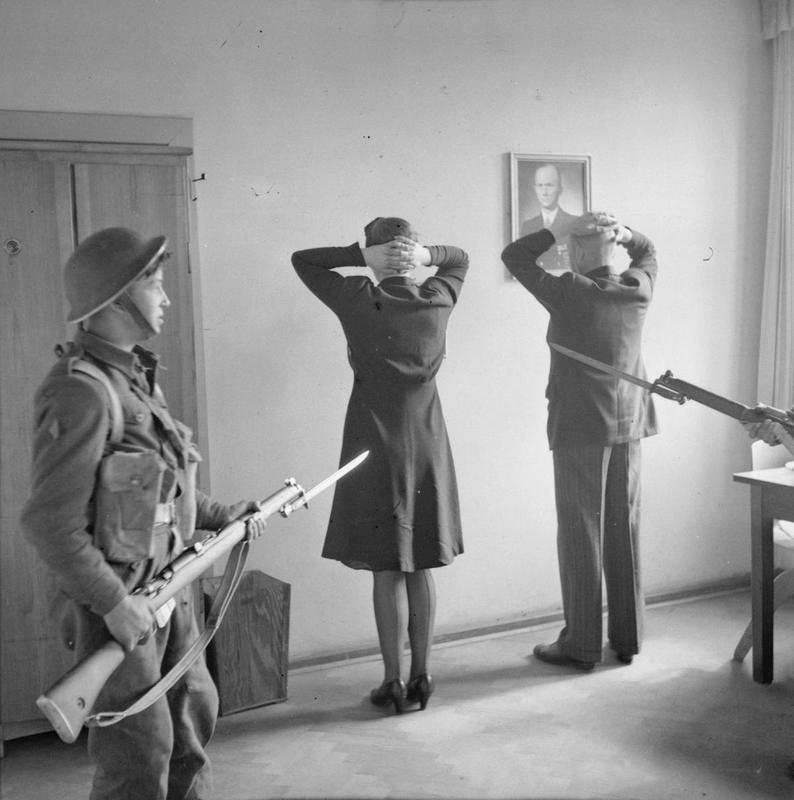
英軍逮捕弗伦斯堡政府成员，總統鄧尼茨肖像可見於背景中

海军元帅卡爾·鄧尼茨在希特勒自杀后为德國總統，但是他的弗倫斯堡政府（這個政府名稱由來是因為其首府设在弗倫斯堡，但是只有控制此城以及附近的一小塊區域）無視於5月8日的德國投降。1945年5月23日一位英國聯絡官被派往弗倫斯堡向弗倫斯堡政府宣讀艾森豪威爾有關解散弗倫斯堡政府及拘捕其政府成員的命令，但同盟國遇到一個問題，因為他們認識到雖然德軍已無條件投降，但同盟國遠征軍未能成功利用歐洲顧問委員會的名義行事。而且當時德國不存在任何民間政府。這一点是非常重要的，因為民間组织的政府，如1918年的德国投降就被希特勒利用來說成是在德國背後捅上一刀。同盟國不希望未來的德國政府利用此口實來重回舊路，最終他們不承認鄧尼茨政府并以簽訂四國文件來代替，從而組成了同盟國管制理事會主要内容如下：
|                                                 | 美利堅合眾國政府、蘇維埃社會主義共和國联盟政府、大不列颠及北爱尔兰联合王国政府及法蘭西共和國臨時政府，特此成立一個最高權力機構以管治德國。该权力机构擁有包括德國政府、最高統帥部、任何州政府、地方自治政府及地方政府在内的所有權力機構的一切權力。上述機構的成立並不影響德國在战争中併吞的領土 |
| ——美國國務院，條約及其他國際文件彙編，編號1520. | |

#### 南斯拉夫親軸心國勢力在奧地利遭遣返
南斯拉夫內親軸心國的諸多勢力拒絕向南斯拉夫人民解放軍和蘇聯紅軍投降，大規模撤入奧地利，向英軍投降但遭到拒絕。親軸心國勢力在1945年5月24日被從奧地利邊境布萊堡遣返成為戰俘，并在之后遭到了來自南斯拉夫人民解放軍的諸如政治清算、死亡行軍、軍事監禁、強制勞役，和虐囚至死在内的一系列報復，史稱布萊堡屠殺。

### 1945年6月以後

#### 崩潰
1945年7月5日，同盟國中的其中四個国家（英国、美国、蘇联、法国）在柏林簽訂條約，將二戰戰果以法律形式加以确认。1945年6月至8月，同盟國領袖籌劃組建戰後德國新政府，重新訂定邊界。在波茨坦會議中，劃定戰後德國東部邊界為奧德河-尼斯河線，从奧德河-尼斯河線以東及其他国家驅逐數以百萬計的德意志族人、命令德國進行非武裝化、去納粹化、工業非軍事化，并解決二战戰爭賠償問題。
個別同盟國採取进行單方面司法程序的方式與德國實現關係正常化，例如在1946年12月13日，美國總統哈瑞·S·杜魯門就宣佈美國與德國之間结束敵對狀態 。1947年2月10日德國又與昔日的盟友義大利、保加利亞、芬蘭、匈牙利及羅馬尼亞分别簽訂和平協議。
在1949年11月22日的彼得堡協議中，西德政府曾要求結束交戰國的身份，但該要求被拒絕，美國繼續將德國認定為交戰國，這樣做有數個司法上的原因，雖然其中一些已經解決，但美國堅持的原因是希望維持其在西德駐軍的合法性，1950年9月12日至12月19日，美國和英國與法國外長在紐約的會議中，研究一旦西方盟國結束與德國交戰國的關係後如何增強西德在冷戰中的地位，1951年一些前西方盟國結束與德國的交戰國地位：澳大利亚（7月9日）、加拿大、義大利、紐西蘭、荷蘭（7月26日）、南非、英國（7月9日）、美國（7月9日杜魯門向國會提出請求，而國會在10月19日授權）；而德國與蘇聯在1955年初結束交戰状态。

#### 最終解決德國問題條約

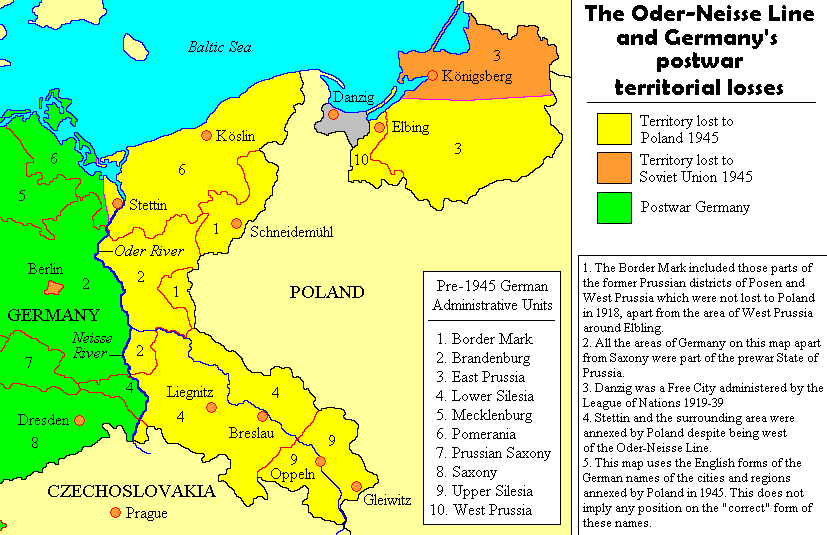
奧德河-尼斯河線

根據最終解決德國問題條約上的規定，美國、蘇聯、英國及法國四國放棄在德國原先擁有的特權，包括柏林在内。1990年10月3日統一後的德國終於擁有了完整主權，但美英两国依旧保留在德国的驻军。

## 集中營及難民

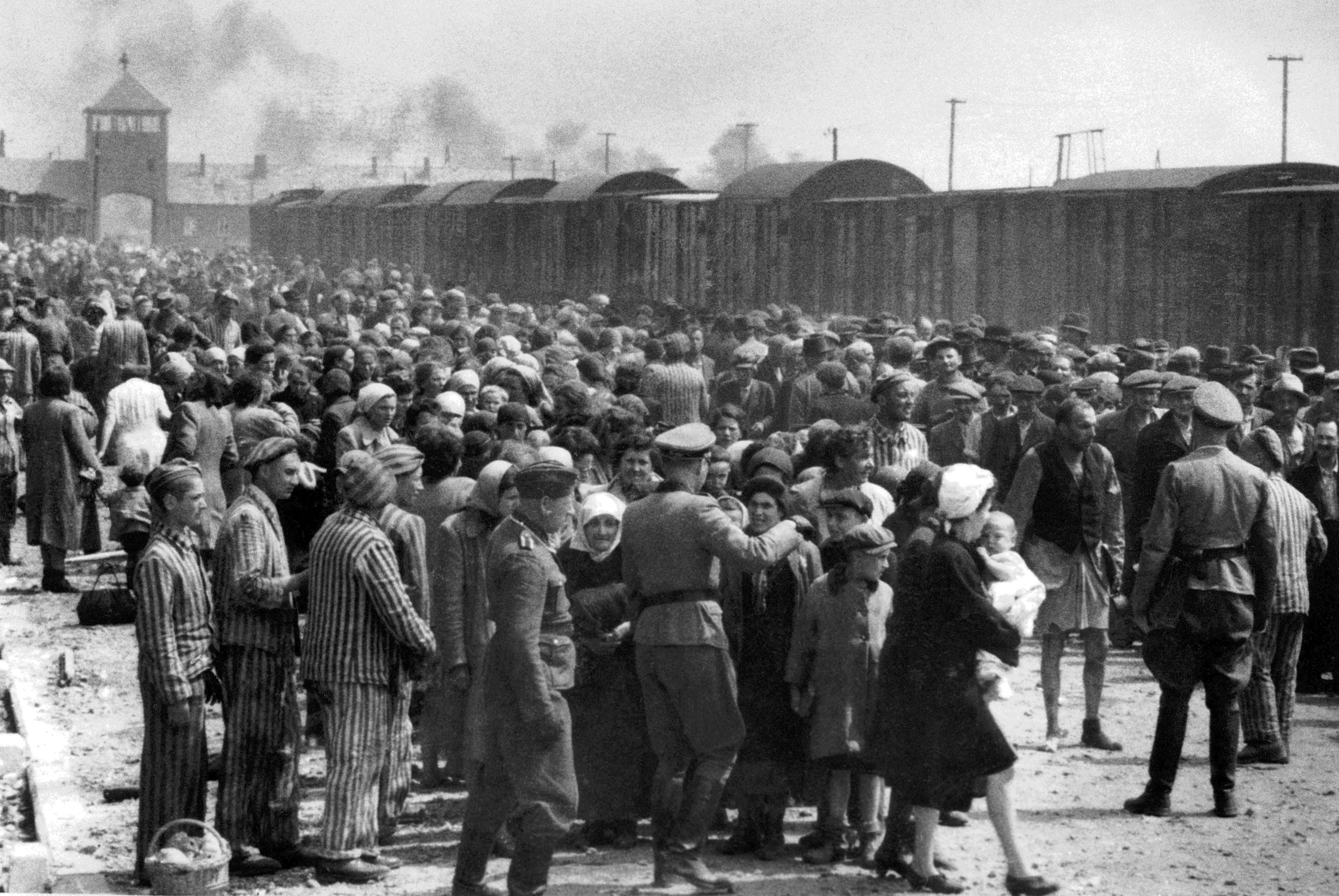
1944年，数以千计的大屠杀的受害者到达纳粹的奥斯维辛集中营

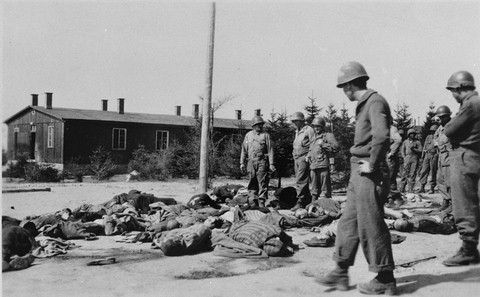
美軍士兵觀看沿著前往新近被解放的厄爾德魯夫集中營之道路上橫臥之囚犯屍體

在战争的最后几个月，同盟国的士兵隨即发现了许多集中营和被納粹用來囚禁和清洗其他1100萬人的地區。其中最多數量的是歐洲猶太人（根據紐倫堡審判的記錄估計大約一半），但亦包括吉普賽人、斯拉夫人、同性戀者及其他少數民族及殘疾人士，以及納粹黨的政治敵人（特別是共產黨員）。
其中最為人知的奥斯维辛集中营就已殺害了110萬人至160萬左右。 雖然大部分在戰爭中作戰的盟軍士兵不認識納粹的種族滅絕或猶太人大屠殺，但這些已經成為第二次世界大戰中不可分割的一部分歷史。
1945年5月和6月，數千名來自南斯拉夫和蘇聯的難民在奧地利被西方盟軍圍捕，並在龍骨行動中移交給蘇聯和南斯拉夫。蘇聯和南斯拉夫人處決或驅逐了其中許多人（例如布萊堡大屠殺）。同樣戰敗的芬蘭和瑞典也感到有必要同樣引渡英格里亞和波羅的海的難民，其中一些人在被引渡前自殺。

### 引用
1. ↑  5月2日是意大利半島所有軸心國軍隊的正式投降日期。但意大利社會共和國軍隊於5月1日投降。
2. ↑  Dollinger, Hans. The Decline and Fall of Nazi Germany and Imperial Japan, Library of Congress Catalogue Card Number 67-27047. p. 239
3. ↑  Ziemke, Earl F. Battle For Berlin: End Of The Third Reich, NY:Ballantine Books, London:Macdomald & Co, 1969. p. 128
4. 1 2  The German Surrender Documents - WWII 的存檔，存档日期2008-05-17.
5. ↑  The Papers of Field Marshal Viscount Montgomery of Alamein （页面存档备份，存于） Imperial War Museum
6. ↑  .   [2009-03-28]. （原始内容存档于2010-04-13）.
7. ↑  . 2005-05-04  [2024-10-14]. （原始内容存档于2017-02-22） （英国英语）.
8. 1 2  World War II Timeline:western Europe: 1945 的存檔，存档日期2006-09-22.
9. 1 2 3 4  Ron Goldstein Field Marshal Keitel's surrender （页面存档备份，存于） BBC additional comment by Peter - WW2 Site Helper （页面存档备份，存于）
10. ↑  [Page 228, "The Decline and Fall of Nazi Germany and Imperial Japan", Hans Dollinger, Library of Congress Catalogue Card Number 67-27047]
11. ↑  The Churchill Centre: The End of the War in Europe 的存檔，存档日期2006-06-19.
12. 1 2  Ziemke, Earl F. Battle For Berlin: End Of The Third Reich, NY:Ballantine Books, London:Macdomald & Co, 1969. p.130
13. ↑  During the summers of World War II, Britain was on British Double Summer Time which meant that the country was ahead of CET time by one hour. This means that the surrender time in the UK was "effective from 0001 hours on 9 May". RAF Site Diary 7/8 May 的存檔，存档日期2012-07-28.
14. ↑  . www.globalsecurity.org.   [2024-10-14]. （原始内容存档于2017-06-11）.
15. ↑  .   [2009-03-28]. （原始内容存档于2023-07-26）. The Governments of the United States of America, the Union of Soviet Socialist Republics, the United Kingdom and the Provisional Government of the French Republic, hereby assume supreme authority with respect to Germany, including all the powers possessed by the German Government, the High Command and any state, municipal, or local government or authority. The assumption, for the purposes stated above, of the said authority and powers does not effect 已忽略未知参数|publishe r= (帮助)，在本處，來自Avalon計畫該段四國翻英原文翻譯有點小錯。「affect」與「effect」有著完全不同的意義。
16. ↑  . 耶魯大學法學院Avalon计划.   [2008-09-14]. （原始内容存档于2007年2月18日）.
17. ↑  Commission, United Nations War Crimes. . W.S. Hein & Company. 1997: 13. ISBN 978-1-57588-403-5 （英语）.
18. ↑  Yearbook of the International Law Commission 1993 Volume II Part Two （页面存档备份，存于） Page 54, paragraph 295 (last paragraph on the page)
19. ↑  Although the Allied powers considered this a debellatio (The human rights dimensions of population (Page 2, paragraph 138) （页面存档备份，存于） UNHCR web site) other authorities have argued that the vestiges of the German state continued to exist even though the Allied Control Council governed the territory; and that eventually a fully sovereign German government resumed over a state that never ceased to exist (Detlef Junker et al (2004). The United States and Germany in the Era of the Cold War, 1945-1990: A Handbook (Vol 2),  Cambridge University Press and (Vol. 2) co-published with German Historical Institute, Washington D.C., ISBN 052179112X p. 104 的存檔，存档日期2011-05-19..)
20. ↑  Werner v. United States (188 F.2d 266) 的存檔，存档日期2010-05-14., United States Court of Appeals Ninth Circuit, April 4, 1951. Website of Public.Resource.Org 的存檔，存档日期2010-05-28.
21. ↑  A Step Forward （页面存档备份，存于） Time Magazine Monday, Nov. 28, 1949
22. ↑  Staff. Full text of "Britannica Book Of The Year 1951" Open-Access Text Archive.  Retrieved 11 August 2008
23. ↑  War's End （页面存档备份，存于） Time Magazine, July 16, 1951
24. ↑  Lauterpacht, E. . Cambridge University Press. 1979: 505. ISBN 978-0-521-46397-3 （英语）.
25. ↑  James H. Marsh. World War II:Making the Peace （页面存档备份，存于）, The Canadian Encyclopedia （页面存档备份，存于）,  Retrieved 11 August 2008
26. ↑  1951 in History Portuguese Web Archive的存檔，存档日期2009-10-07 BrainyMedia.com （页面存档备份，存于）. Retrieved 11 August 2008
27. ↑  Lauterpacht, H. . Cambridge University Press. 1986-06: 773. ISBN 978-0-949009-37-1 （英语）.
28. ↑  
US Code--Title 50 Appendix--War and National Defense 的存檔，存档日期2008-07-06., U.S. Government Printing Office 的存檔，存档日期2009-04-29.
29. ↑  Spreading Hesitation （页面存档备份，存于） Time Magazine Monday, Feb. 07, 1955

## 延伸閱讀
- Deutsche Welle special coverage of the end of World War II -- features a global perspective.
- On this Day 7 May 1945: Germany signs unconditional surrender （页面存档备份，存于）
- Account of German surrender （页面存档备份，存于）, BBC
- Charles Kiley (Stars and Stripes Staff Writer).Details of the Surrender Negotiations This Is How Germany Gave Up
- London '45 Victory Parade, photos and the exclusion of the Polish ally
- Multimedia map of the war （页面存档备份，存于） (1024x768 & Macromedia Flash Plugin 7.x)